# 方重
方重（1902年9月9日—1991年3月27日），字芦浪，男，江苏武进人，中国翻译家、乔叟研究专家。

## 生平
方重早年先后就读于常州冠英小学、上海民立中学、清华学校。1923年，赴美国斯坦福大学留学，期间与同为留学生的叶之臻结婚。后又赴加州大学伯克利分校学习，获硕士学位。回国后，任教于南京中央大学。1931年，受闻一多邀请，任武汉大学外文系主任。
1944年，李约瑟等人受英国文化委员会之命前来中国，邀请方重赴欧讲学。其后，方重先后在剑桥大学三一学院、伦敦大学、比利时布鲁塞尔大学讲学与考察。1947年回国后，又历任安徽大学（現安徽師範大學）、浙江大学、浙江师范大学、华东师范大学、复旦大学教授。1956年上海外国语大学组建西语系，方重遂前往上外任西语系主任，后又任英语系主任。1980年，又任语言文学研究院院长。1984年起任名誉院长。1986年，成为上外第一位博士生导师。